# River Amber
River Amber är ett vattendrag i Storbritannien.   Det ligger i grevskapet Derbyshire och riksdelen England, i den södra delen av landet, 190 km nordväst om huvudstaden London.